# كاليبسو
كاليبسو (/kəˈlɪpsoʊ/، (باليونانية: Καλυψώ)‏، Kalypsō)، هي حورية في الأساطير اليونانية، عاشت على جزيرة أوجيجيا، واستبقت أوديسيوس لسبعة أعوام.

## أسطورها
كانت الآلهة القديمة تخشى كاليبسو وما يمكن أن تفعله بالبشر إذا هم تاهوا في البحر وحلّوا على شطآن جزيرتها. معظم الرجال الذين قابلوها لم يعودوا إلى زوجاتهم أبداً. وآخرون هجروا زوجاتهم وذهبوا باحثين عن نساء مثاليات دون أن يعرف أحد إلامَ انتهى مصيرهم.
يذكر هوميروس أن كاليبسو كانت حورية خالدة وبارعة الجمال. وكانت تشتهي أن يكون أوديسيوس من نصيبها. ولا بدّ وأن مرآها كان يروق لرجل في أواسط العمر. هي لم تتلاعب بأعصابه مثلما فعلت الساحرة سيرسي قبل ذلك بعام. كما أنها لم تكبر ثم تتغيّر ثم تنضج كما حدث للأميرة الشابّة نوسيكا. ولم تحاول أن تسيطر عليه كما كانت تفعل زوجته بينيلوبي.
بعد ان حلتبيسبيسبيس الإغريق القديم، مثل هذه القرارات كان يلزمها الإجماع. وافق زيوس والآلهة على أن شيئاً ما ينبغي أن يُفعل. واُرسل هرمس فعلاً لإعلام كاليبسو أن عليها أن تطلق سراح اوديسيوس على الفور.
عندما يذهب هرمس إلى كاليبسو ليطلب منها إطلاق اوديسيوس تحتجّ على طلبه قائلة: أنتم الآلهة لا يمكن تحمّلكم. شعوركم بالغيرة يجعلكم تقفون مذعورين من إلهة تنام علناً مع الرجال". قوّة كاليبسو واستقلاليّتها كانا يهزّان أركان العالم القديم ويحرجان الأوصياء على شئونه. الآلهة فقط يمكنها أن تقول مثل هذه الأشياء. غير أن قرار كبار الآلهة يُعتبر نهائياً وملزماً.
تجلس كاليبسو في حديقتها على طرف الكهف الذي تعتبره بيتها. تتحرّك وتلوّح بيديها وتغنّي على أمل أن يقرّر أوديسيوس أن يبقى معها بأختياره. وتعده بالشباب الأبدي والخلود، مثلها تماماً، إن قرّر البقاء. غير أنه يجد كلّ هذه الوعود خانقة ولا تناسب الرجال. يتجوّل بعيداً بين الأشجار إلى أن يصل إلى المقعد الحجري في أعلى الجرف مستطلعاً الأفق العاري للبحر. عندما أزفت النهاية، كانا على وشك أن يتعاركا. كان اوديسيوس قد بدأ يتجنّب كاليبسو مفضّلاً الجلوس أمام البحر والتحديق في الأمواج. هذا ما كان يفعله دائماً عندما يستبدّ به الحنين إلى أرض الوطن.
لذلك، ومثل العشيقة التي تراقب حبيبها وهو يعود إلى بلاده وزوجته، كانت كاليبسو تتابعه وهو ذاهب مع حركة المدّ في الصباح. إنها حتّى لا تساعده في بناء الطوف الذي سيبحر به. هو لا يقول وداعا، وهي لا تسعى لحمله على قولها. سبع سنوات معاً تُعتبر فترة طويلة.
أدرك اديسيوس أنه يجب أن يرحل لهذا السبب تساعده الآلهة، وأذعنت كاليبسو لمشيئته في النهاية. ورغم أنها إلهة، إلا أنها فعلت ذلك وهي تحسّ بغضب عميق. لكنها تفهّمت رغبته في أن يكبر وأن يجرّب الصراع وألم الفراق مرّة أخرى وأن يخرج من حياة الركود إلى أمواج المحيط المظلم التي ستأخذه مجدّدا إلى وطنه.

## معرض الصور

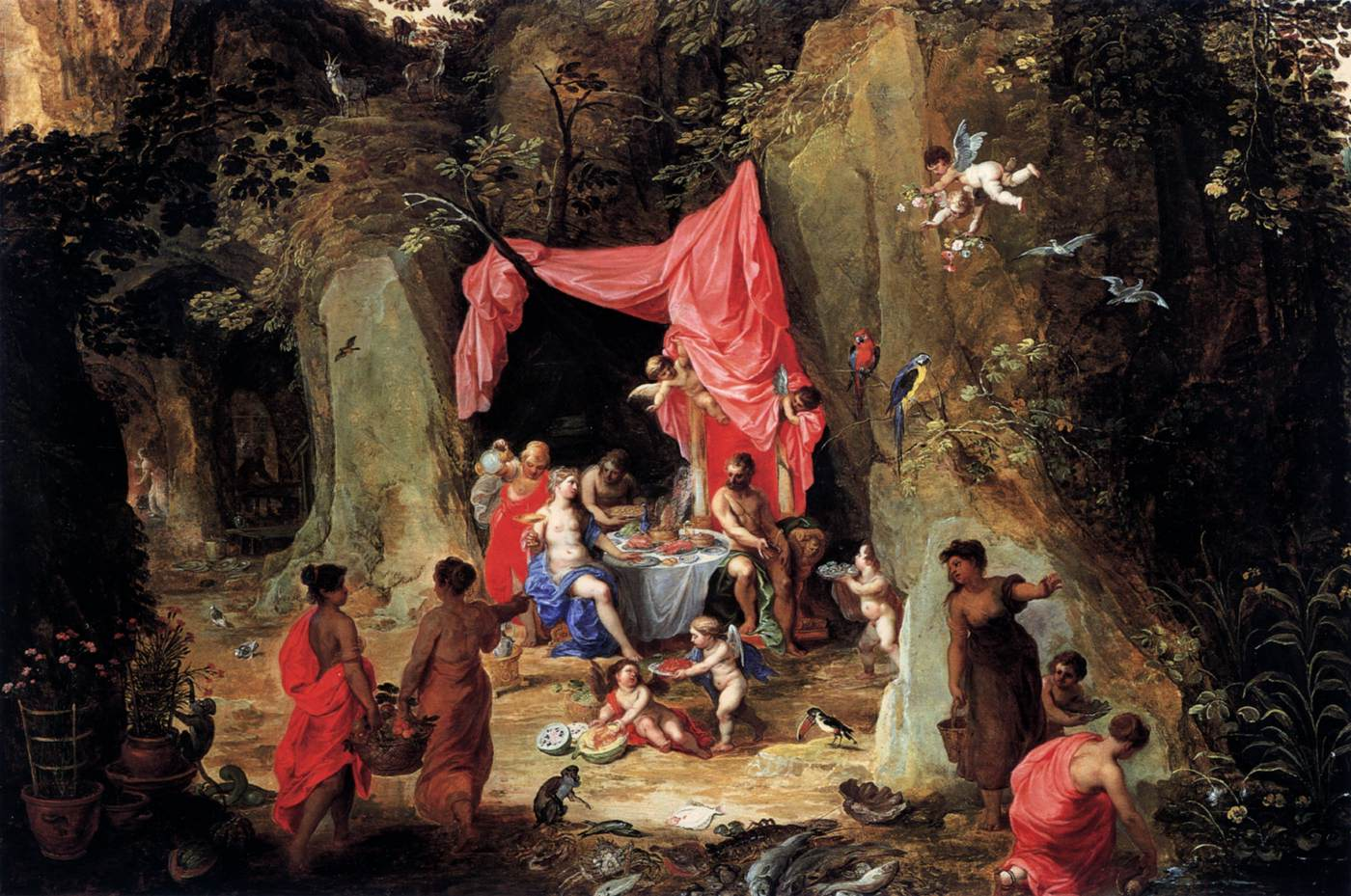
هندريك فان بالين - أوديسيوس ضيفا على الحورية كاليبسو
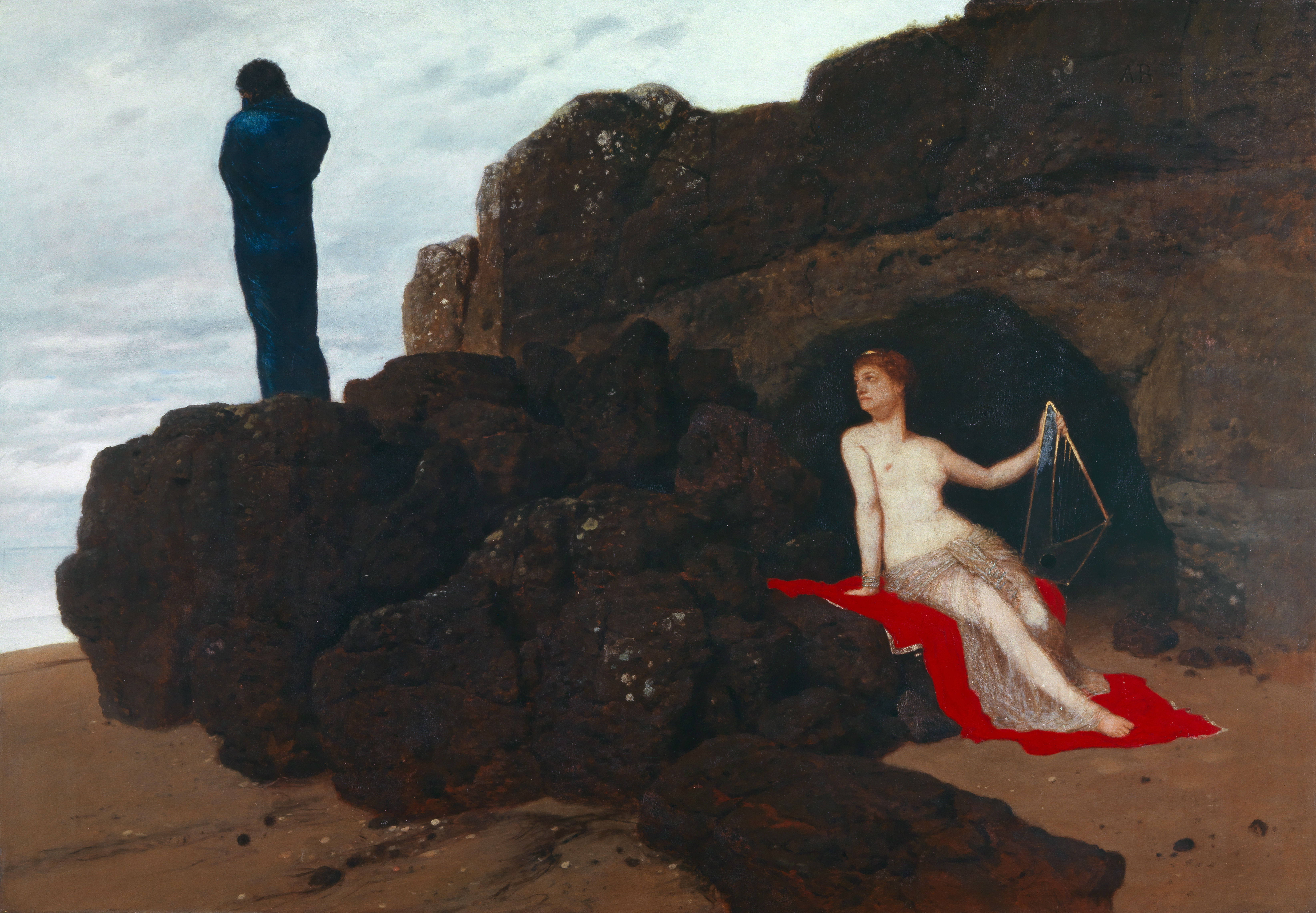
أرنولد بوكلين 008
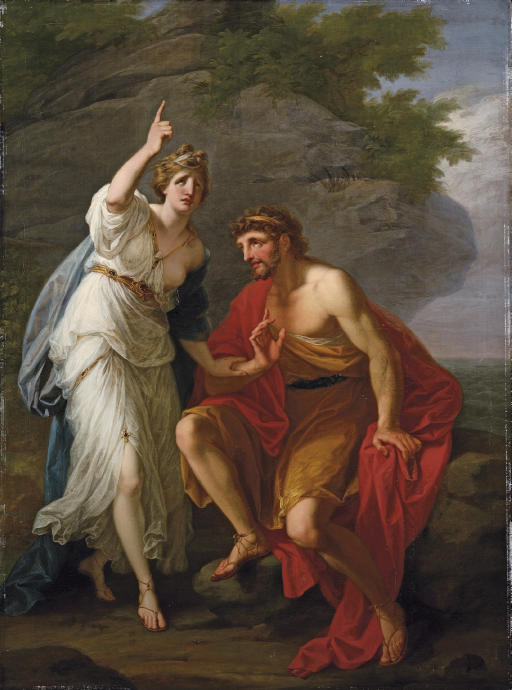
أنجليكا كاوفمان - كاليبسو تدعي السماء والأرض لتشهد على عاطفتها الصادقة مع أوليسيس
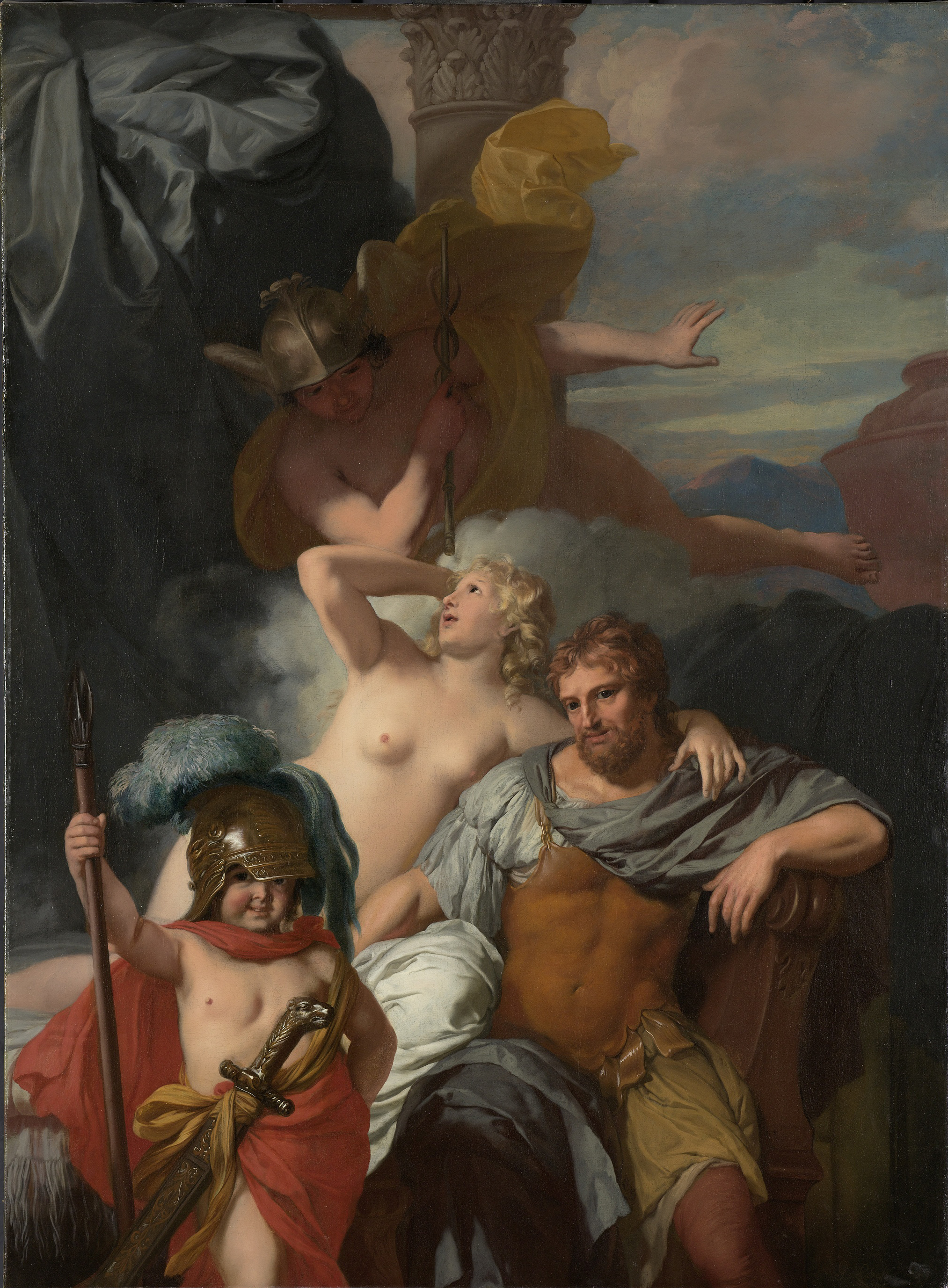
ميركوري يأمر كاليبسو للسماح لأوديسيوس بالخروج - جيرارد دى لايريس
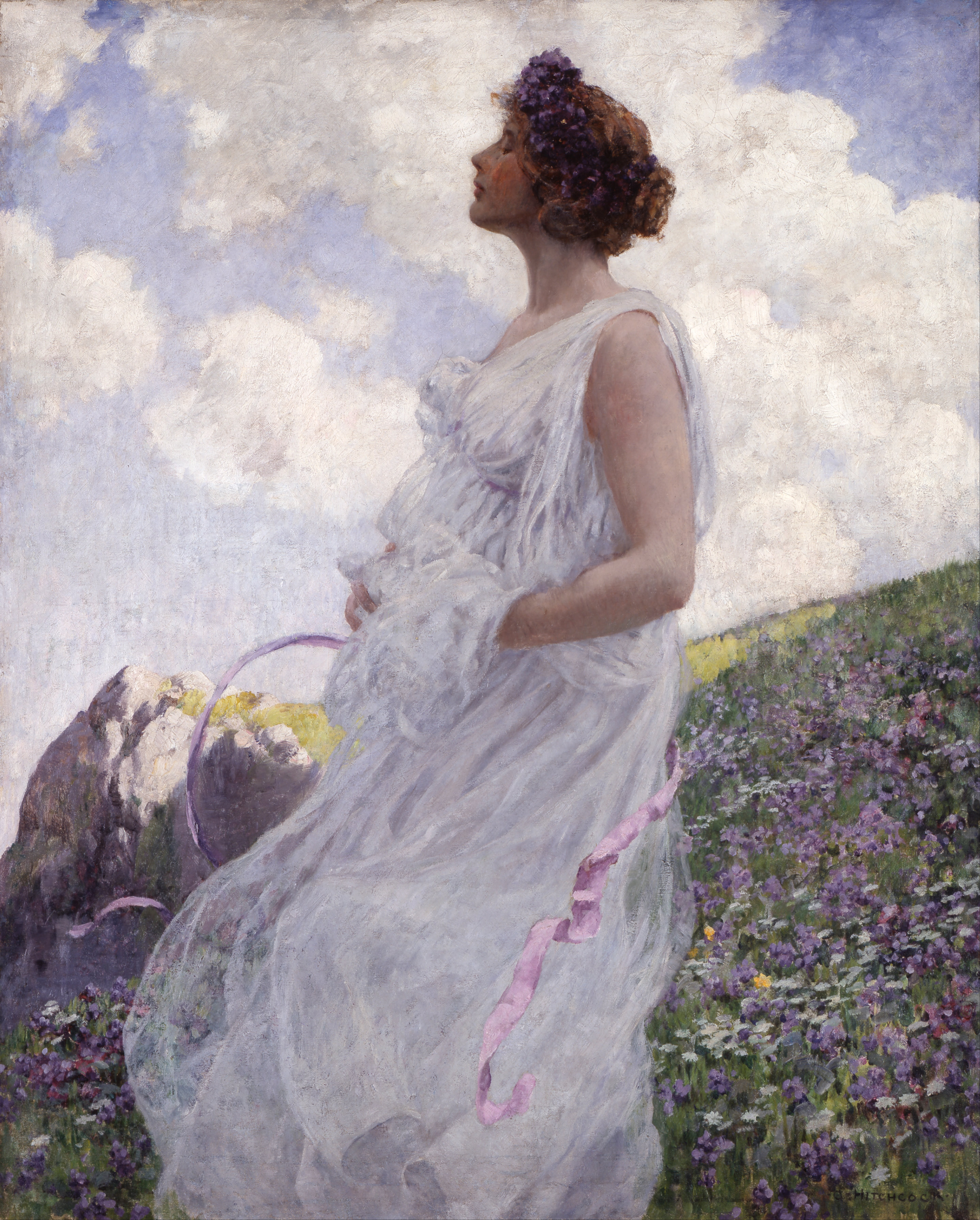
هيتشكوك، جورج - كاليبسو - مشروع جوجل آرت
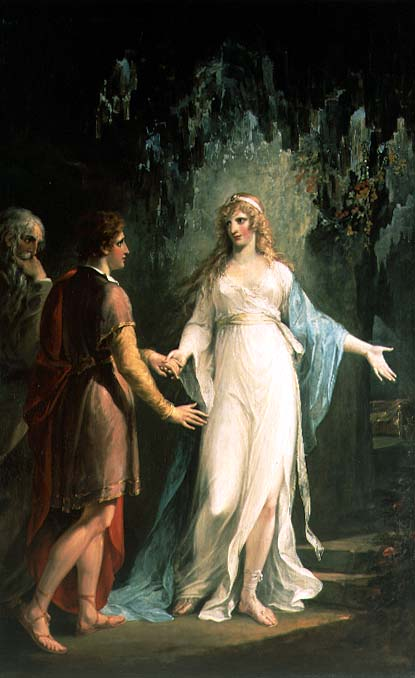
كاليبسو تلتقي بتيليماكوس ومعلمه في المغارة
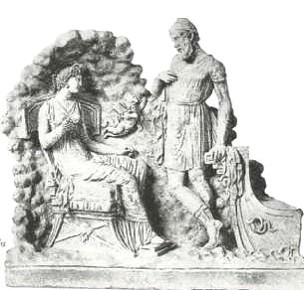
كاليبسو
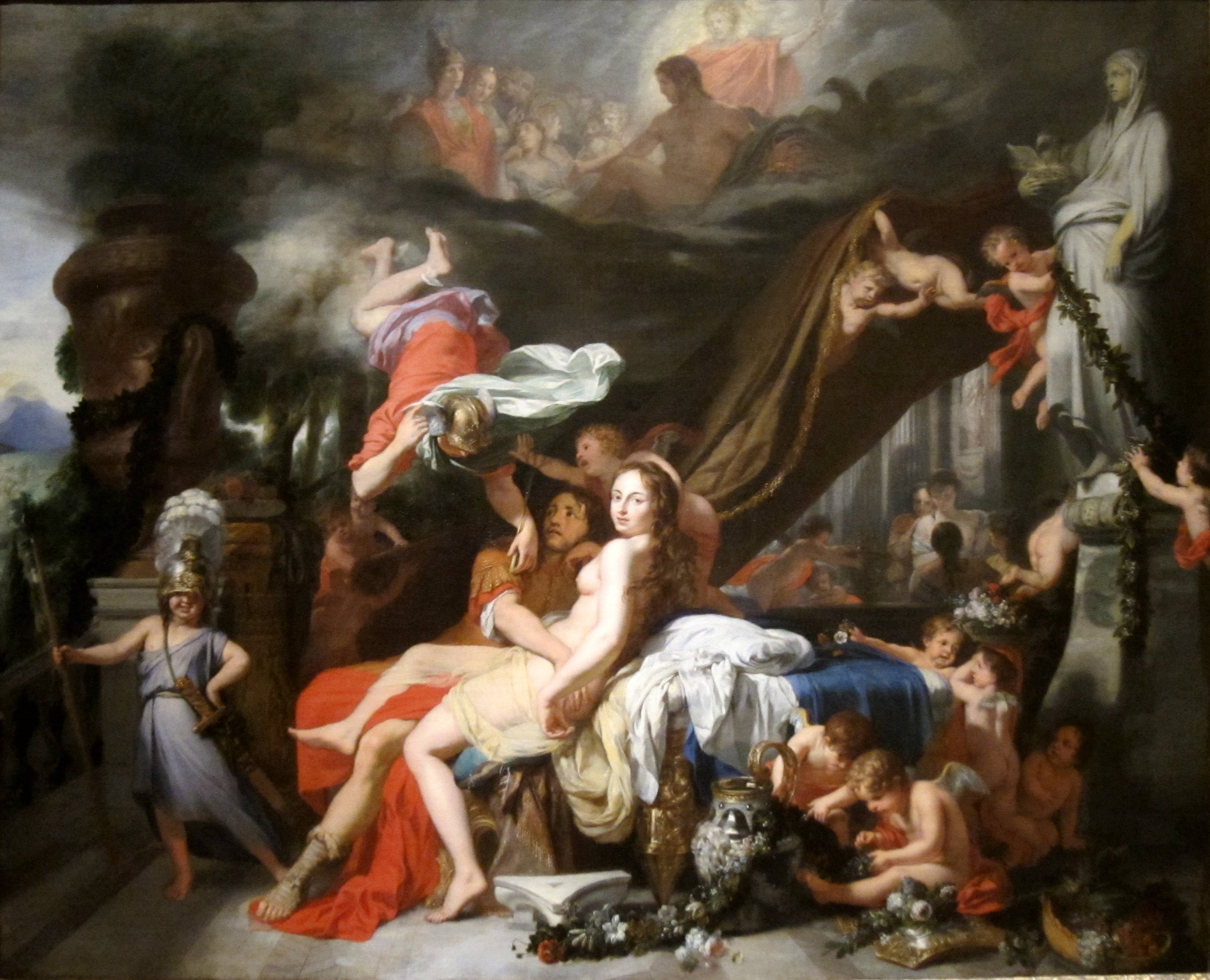
هيرميس يأمر كاليبسو بالإفراج عن أوديسيوس بقلم جيرار دي لايرس ، ج. 1670
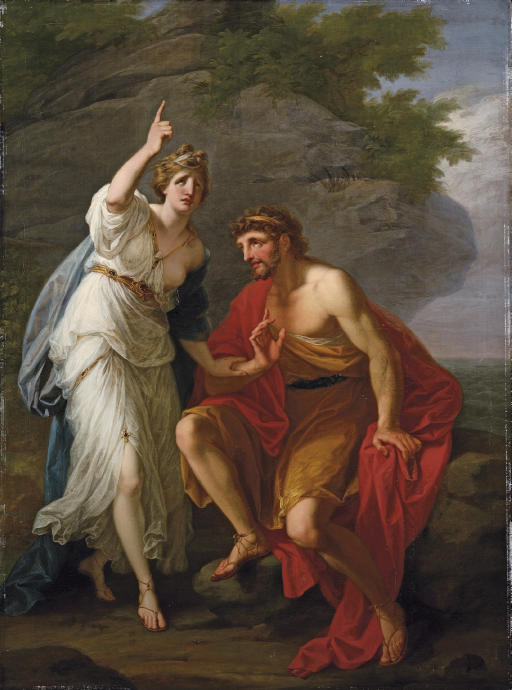
أنجليكا كاوفمان - كاليبسو تدعي السماء والأرض لتشهد على عاطفتها الصادقة مع أوليسيس

## وصلات خارجية
- Chisholm, Hugh, ed. (1911). "Calypso" . Encyclopædia Britannica (بالإنجليزية) (11th ed.). Cambridge University Press.